# Штольценау
Штольценау (нем. Stolzenau) — община в Германии, в земле Нижняя Саксония.
Входит в состав района Ниэнбург-на-Везере. Население составляет 7331 человек (на 31 декабря 2010 года). Занимает площадь 65 км².
Коммуна подразделяется на 9 сельских округов.
| Год  | Население |
| ---- | --------- |
| 1990 | 5848      |
| 1995 | 6796      |
| 2000 | 7732      |
| 2005 | 7532      |
| 2010 | 7435      |